# Universidad Nacional de Costa Rica

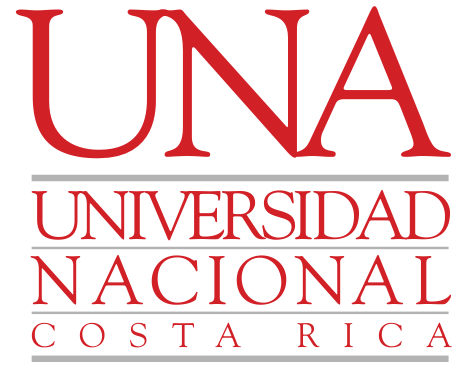
Logo der Universität

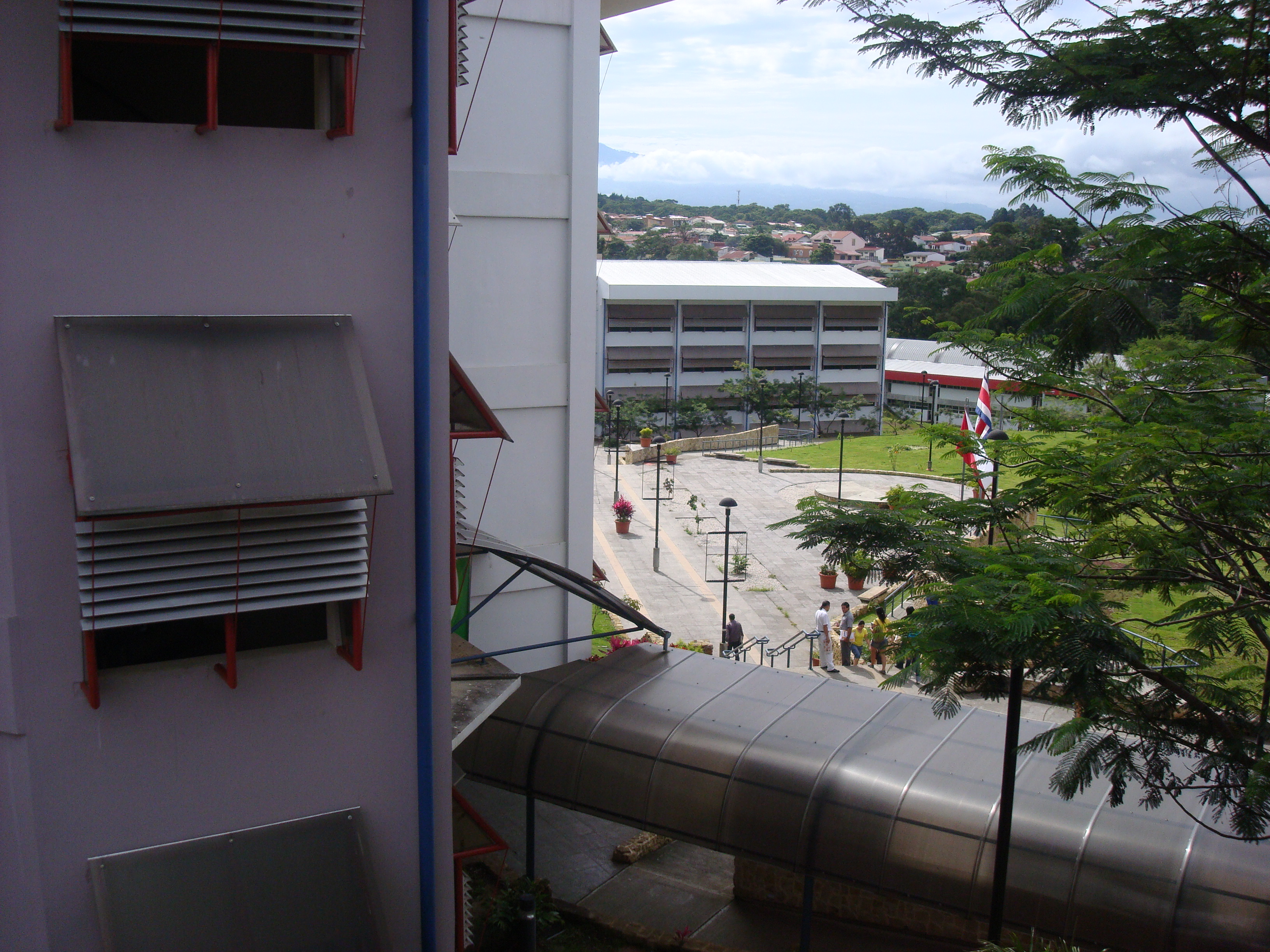
Campus in Heredia

Die Universidad Nacional de Costa Rica (UNA) ist eine 1973 gegründete mittelamerikanische öffentliche Universität mit Sitz in Heredia, Hauptstadt der gleichnamigen Provinz von Costa Rica.
Laut des letzten internationaler Universitätsvergleichs, belegt die UNA Platz 1549 weltweit.
Die UNA bietet mehr als 65 Studienfächer mit den Abschlüssen Diplom und Promotion in Humanwissenschaften, Soziologie, Philosophie, Kunst, Theater sowie weitere Studiengänge.
Rektorin ist seit 2010 Sandra León Coto.